# Physella utahensis
Physella utahensis es una especie de molusco gasterópodo de la familia Physidae en el orden de los Basommatophora.

## Distribución geográfica
Es  endémica de Estados Unidos.    